# Никон (Калембер)
Ни́кон (у світі Калембер Володимир Максимович; 23 вересня 1958, Черняхів Острозького району Рівненської області — 18 вересня 2002, Чернігів) — архієрей Української православної церкви Київського патріархату, єпископ Чернігівський та Ніжинський.

## Біографія
1975 року закінчив середню школу. В 1980—1985 роках навчався у Рівненському державному педагогічному інституті на філологічному факультеті, у 1991–1994 — у Київській духовній семінарії.
21 листопада 1993 року рукопокладений у сан диякона в храмі св. Івана Богослова. 23 січня 1994 року рукопокладений на священника у Свято-Володимирському патріаршому соборі.
10 квітня 1997 року пострижений у монашество з іменем Никон у Свято-Михайлівському чоловічому монастирі.
12 жовтня 1997 року хіротонізований на єпископа Кіцманського і Заставнівського за Божественною літургією у Володимирському кафедральному соборі міста Києва та призначений керуючим Кіцманською єпархією УПЦ КП.
25 січня 1999 року призначений єпископом Чернігівським і Ніжинським, керуючим Чернігівською єпархією УПЦ КП. Вперше служив у Борисоглібському соборі Чернігова, освячував хрести Спасо-Преображенської церкви Ніжина, першу в обласному центрі домову церкву в медичному закладі — у Центрі радіаційного захисту населення[джерело?].
Раптово помер після перенесеного інсульту 18 вересня 2002 року. Похований у храмі святих мучеників князя Михаїла і боярина Федора в Чернігові 22 вересня 2002 року.